# Elatostema novoguineense
Elatostema novoguineense är en nässelväxtart som beskrevs av Otto Warburg. Elatostema novoguineense ingår i släktet Elatostema och familjen nässelväxter. Inga underarter finns listade i Catalogue of Life.